# Владимир Лукич
Владимир Лукич (на сръбски: Владимир Лукић) е политик от Република Сръбска, министър-председател на Република Сръбска между 20 януари 1993 и 18 август 1994 г., излъчен от Сръбската демократическа партия (СДП).

## Биография
Владимир Лукич е роден през 1933 година в село Дабар, община Сански мост, Кралство Югославия.